# 마지막 날의 언약
마지막 날의 언약은 1974년 공개된 대한민국의 영화이다.

## 배역
- 오유경
- 신영일
- 남일우
- 최길호
- 박암
- 장훈